# Anexação de Artsaque ao Azerbaijão soviético

Mapa da região de Artsaque (Alto Carabaque)

A anexação de Artsaque ao Azerbaijão soviético foi um processo político que ocorreu em julho de 1921. Como resultado, Artsaque uma das províncias históricas da Grande Armênia,  foi separada da recém-criada Armênia Soviética e foi anexada ao Azerbaijão Soviético. Naquela época, a maioria absoluta da população de Artsaque, 95% ou mais de 200 mil pessoas, eram armênios. Em 1923, a região autônoma do Alto Carabaque, foi formada em uma parte anexada de Artsaque, que não tinha fronteiras comuns com a Armênia soviética. 125.000 residentes viviam lá, 111.000 dos quais eram armênios, após o massacre da comunidade armênia de 35.000 pessoas em Shushi. Como resultado da anexação, quase 70 anos depois, a população armênia não só não cresceu, como também diminuiu, atingindo 145 mil em 1988 e representando 77 por cento da população total. Em vez disso, o número de azerbaijanos aumentou acentuadamente, de 12 mil para 40 mil, e com várias regiões vizinhas de Artsaque (Aghdam, Kashatagh, Karvachar, etc.) ultrapassou meio milhão.
Até então, Artsaque sempre fez parte dos reinos armênios, formações estatais independentes e semi-dependentes. Durante o período do reino eruândida (570 aC-201 aC)  às vezes foi conquistado pelas tribos vizinhas albanesas, mas foi novamente unido ao Estado armênio e aos artaxexianos (189 aC-1) e tornou-se parte do reino arsácida (54-428) e foi a fortaleza dos príncipes Tsavdeats.  Algum tempo depois da primeira divisão da Armênia (387), esta foi unida ao marzobanato albanês, mas foi governada pelos arranxaíquidas de origem armênia. Após a remoção do Estado albanês no século VII, a Armênia, a Geórgia, Albânia e o país Chogha (Derbende) foram unidos numa unidade político-administrativa, o Gondom da Armínia. Na Idade Média desenvolvida, Artsaque fazia parte do reino Bagratuni (885-1045), mais tarde - o principado Zacárida. No final da Idade Média, Artsaque era governado por representantes dos clãs nobres descendentes dos Bagratúnios e Arranxaíquidas, incluindo as dinastias Haçane-Jalaliãs, Dopianos, Proxiãs e Orbelianos, que tinham pequenas possessões em seu controle. Os persas os chamavam de "melique" (árabe: ملك rei ). Após o Tratado de Gulistão (1813), Artsaque passou para o Império Russo, juntamente com os vizinhos Siunique, Gardamana e Tavuxe, fazia parte do gubernia de Elizavetpol.
Em maio de 1918, a restauração da condição de Estado dos povos armênio e georgiano no sul do Cáucaso foi uma ocasião para a criação de uma nova unidade política pelos muçulmanos que vivem no Cáucaso, Azerbaijão muçulmano, que foi patrocinado primeiro pelo Império Otomano e, após o fim da Primeira Guerra Mundial, e pela Grã-Bretanha. Até 1918, não existia nenhum Estado chamado "Azerbaijão". A formação político-administrativa de Atropatene (Azerbaijão) estava localizada ao sul do rio Arax. A criação deste Estado teve como objetivo anexar os territórios armênio, georgiano e iraniano, tornando-se um aliado oriental da Turquia e concretizando as ideias pan-turcas dos Jovens Turcos.
Após o colapso do Império Russo em 1918, de 22 a 26 de julho, no 1º congresso dos armênios da região, realizado em Xuxi, Carabaque foi declarada uma unidade administrativo-territorial independente e com a assistência político-militar da República da Armênia em 1918-1920 enfrentou as agressões do Azerbaijão. Em 1920 no 9º congresso realizado no final de abril, Carabaque foi declarada parte indivisível da República armênia e, em 25 de maio, no 10º congresso, aceitou a sovietização. Em 1920 no início de dezembro, o Comitê Executivo do Azerbaijão Soviético anunciou com um apelo intitulado “Todos, todos, todos”, "Nagorno-Carabaque, Zanguezur e Naquichevão são considerados partes da RSS".